# Yago Fernández Prieto
Yago Fernández Prieto (Lisboa, 5 de enero de 1988) es un futbolista portugués nacionalizado español[cita requerida]. Se retiró en 2018.

## Inicios
Jugador de la cantera del Benfica, con tan solo 9 años, llegó a jugar también con el Sporting de Lisboa, el Real Madrid y el Valencia CF.

## Trayectoria
Su inició como profesional se produjo en 2006 con el Valencia B. Dos años más tarde fichó por el RCD Espanyol B, durante otros dos años.
En enero de 2010, regresó a su país cedido al Gil Vicente FC para lo que restaba de temporada. 
En julio de 2010, después de no haber renovado su contrato por el RCD Espanyol, es fichado por el Malmö FF de la Allsvenskan (Primera división sueca), con el cual se proclamó campeón de liga valiéndole para jugar la Liga de Campeones de la UEFA.
En enero de 2012 es fichado por el Girona FC de la Segunda División de España. Su periplo por el Girona FC acabó el 30 de junio de 2012 rescindiendo contrato de mutuo acuerdo.
En julio de 2012 es fichado por el AEK Atenas de la Super Liga de Grecia.
En enero de 2014 es fichado por el FC Shakhter Karagandá de la Super Liga de Kazajistán.